# Цедрик, Пётр Васильевич
Пётр Васильевич Цедрик (25 февраля 1932, Вязь-Кутино Камено-Борского сельского совета, Березинский район, Минская область —  26 июня 2015, Витебск) — анестезиолог-реаниматолог, кандидат медицинских наук, доцент, основатель школы анестезиологов-реаниматологов в Витебске.

## Биография
Родился в крестьянской семье, в 1953 году окончил 10 классов Березинской русской школы и поступил в Витебский государственный медицинский институт, который окончил в 1959 году.
Направлен по распределению в Суражскую районную больницу Витебского района, где работал акушером-гинекологом, затем терапевтом. С 1960 года работал старшим врачом скорой медицинской помощи Витебского района.
С 1961 года — врач-анестезиолог Витебской областной клинической больницы, в 1964—1968 годах — заведующий анестезиологическим отделением Витебской областной больницы.
С 1968 года — ассистент по анестезиологии на кафедре госпитальной хирургии Витебского мединститута, с 1975 году — доцент по курсу анестезиологии и реаниматологии при кафедре госпитальной хирургии. В 1972 году защитил кандидатскую диссертацию по теме «Функция печени и глюкокортикоидная активность коры надпочечников при однотипной общей анестезии в связи с хирургическим лечением заболеваний желудка, двенадцатиперстной кишки и желчного пузыря», в 1977 году ему было присвоено ученое звание доцента (курс анестезиологии и реаниматологии).
В 1962—1994 годах возглавлял научное общество анестезиологов-реаниматологов Витебской области. Долгое время являлся членом правления Белорусского республиканского и Всесоюзного общества анестезиологов-реаниматологов.

## Заслуги
Автор 35 научных работ и 6 рационализаторских предложений.
В 1977 году издана его книга «Лекции по анестезиологии и реаниматологии» (Минск, Вышэйшая школа"; в соавторстве с И. А. Петуховым).